# Alfred Grenda
Alfred Francis "Alf" Grenda (Launceston, Tasmânia, 5 de setembro de 1889 - Paradise, 30 de maio de 1977) foi um ciclista australiano que se especializou no ciclismo em pista.
Seu primeiro sucesso foi a medalha de prata no Campeonato do mundo de velocidade de 1912. Competiu em numerosas corridas de seis dias e ganhou oito delas. Também estabeleceu diferentes recordes do mundo. Retirou-se em 1924.
Em 1926 retirou-se e quatro anos mais tarde, se nacionalizou estadounidense. Era tio avô do também ciclista Michael Grenda.

## Palmarés
- 1913
  - 1.º nos Seis dias de Toronto (com Ernie Pye)
- 1914
  - 1.º nos Seis dias de Nova York (com Alfred Goullet)
- 1915
  - 1.º nos Seis dias de Nova York (com Alfred Hill)
  - 1.º nos Seis dias de Boston (com Alfred Hill)
- 1916
  - 1.º nos Seis dias de Boston (com Alfred Goullet)
- 1922
  - 1.º nos Seis dias de Nova York (com Reginald McNamara)
- 1923
  - 1.º nos Seis dias de Nova York (com Alfred Goullet)
- 1924
  - 1.º nos Seis dias de Chicago (com Oscar Egg)